# Zbigniew Zieliński (1926–2006)
Zbigniew Józef Zieliński (ur. 12 maja 1926 w Żychlinie, zm. 20 czerwca 2006 w Warszawie) – polski polityk komunistyczny, poseł na Sejm PRL VII i VIII kadencji.

## Życiorys
Był synem Franciszka i Leokadii. W latach 1940–1945 pracował jako ślusarz-mechanik w Zakładach Mechanicznych Naprawy Maszyn w Kutnie, następnie do 1948 był ślusarzem i referentem personalnym w Spółdzielni Pracy „Poziom-Radiator” w Warszawie, potem do 1949 referentem personalnym w Technicznej Obsłudze Rolniczej w Kutnie, następnie do 1950 instruktorem ds. spółdzielczości produkcyjnej. W latach 1949–1952 kierował terenowymi wydziałami propagandy w Związku Młodzieży Polskiej. Od 1952 do 1953 był słuchaczem Centralnej Szkoły Partyjnej przy KC PZPR.
W 1948 wstąpił do Polskiej Partii Robotniczej i wraz z nią do Polskiej Zjednoczonej Partii Robotniczej. Od 1953 był zastępcą kierownika, a od 1954 do 1959 kierownikiem wydziału propagandy Warszawskiego Komitetu Wojewódzkiego partii. W 1963 uzyskał wykształcenie wyższe ekonomiczne w Wyższej Szkole Nauk Społecznych. W latach 1962–1965 był I sekretarzem Komitetu Powiatowego PZPR w Grodzisku Mazowieckim. W 1965 zasiadł w WKW PZPR. W latach 1965–1967 był wiceprzewodniczącym, a w okresie od 1971 do 1973 przewodniczącym prezydium Wojewódzkiej Rady Narodowej w województwie warszawskim. W międzyczasie (od 1967 do 1971) pełnił funkcję sekretarza WKW partii (ekonomicznego, zaś pod koniec organizacyjnego). W latach 1973–1975 był I sekretarzem KW PZPR w Łodzi, w tym okresie kierował Prezydium tamtejszej Wojewódzkiej Rady Narodowej. Od 1975 do 1981 zasiadał w Komitecie Centralnym partii, do 1977 kierując jednocześnie wydziałem ekonomicznym, a od 1977 wydziałem odpowiadającym za przemysł, transport i budownictwo, a także zasiadając w sekretariacie KC. W 1976 uzyskał mandat posła na Sejm PRL VII kadencji w okręgu Legnica, zasiadając w Komisji Handlu Zagranicznego. W 1980 uzyskał reelekcję w tym samym okręgu. W Sejmie VIII kadencji zasiadał w Komisji Budownictwa i Przemysłu Materiałów Budowlanych.

## Odznaczenia
- Order Sztandaru Pracy I klasy[3]
- Order Sztandaru Pracy II klasy
- Krzyż Oficerski Orderu Odrodzenia Polski
- Złoty Krzyż Zasługi
- Srebrny Krzyż Zasługi